# دوره واگیری
دورهٔ واگیری (به انگلیسی: Communicable period) مدت زمانیست که عامل بیماری‌زا از شخص آلوده دفع و باعث انتقال به میزبان حساس می‌شود. به عنوان مثال این دوره در بیماری‌های ویروسی بیشتر در اواخر دورهٔ نهفتگی (دورهٔ کمون) است.